# Prosjjajte, golubi!
Prosjjajte, golubi! (russisk: Прощайте, голуби!) er en sovjetisk spillefilm fra 1960 af Jakov Segel.

## Medvirkende
- Aleksej Loktev som Genka Sakhnenko
- Valentina Telegina som Marija Jefimovna
- Sergej Plotnikov som Maksim Petrovitj
- Jevgenij Anufrijev
- Valentin Brylejev